# シュテフェン・ティゲス
シュテフェン・ティゲス（ドイツ語: Steffen Tigges, 1998年7月31日 - ）は、ドイツ・ニーダーザクセン州オスナブリュック出身のサッカー選手。ブンデスリーガ・1.FCケルン所属。ポジションは、フォワード。

## 経歴

### クラブ

#### ユース時代
TuSグラヌのユースチームでキャリアをスタートさせ、2011年にVfLオスナブリュックに移籍した。2016年までユース部門に所属し、主に攻撃的なポジションでジュニアブンデスリーガの試合に出場した。

#### VfLオスナブリュック
2015年12月12日、VfLオスナブリュックでの3. リーガデビューを果たした。 FCエルツゲビルゲ・アウエ戦の76分0-0でマルコス・アルバレスに代わってフィールドに登場し90分までプレーした。 しかしながら、2015-16シーズンはその後も試合出場しているものの、ジョー・エノック監督のファーストチョイスはマルコス・アルバレスとハリル・サヴランの2トップだった。翌シーズンは主にU-19チームで起用され、ファーストチームでも実力を証明するチャンスは得続けたがゴールには絡めなかった。その後の2年間もアルバレス、マークハイダー、クワシ・オキア・ヴリードなどのライバルを乗り越えることは出来なかった。オスナブリュックではSowohl Enochsと彼の後継者ダニエル・スーンはが盤で起用されるなど若い選手は異なるポジションでも起用されており、5バックのディフェンスラインでも起用されている。また、移籍前の2017-18シーズン終盤、2度ほどゴールキーパーの兄レオンとフィールドに立った。 2019年春は3. リーガで左ウィングとしてプレーし2ゴールを挙げている。2019-20シーズンの第2ディビジョン昇格を前にクラブはティゲスとの契約を延長する意欲があったが、ティゲスは新しいクラブを探すこととした 。なお、2017年の夏学期には、デュッセルドルフのIST大学でスポーツビジネス管理の遠隔教育コースを受講している。

#### ボルシア・ドルトムント

##### 2019-20シーズン
ボルシア・ドルトムントに移籍、ボルシア・ドルトムントIIに所属することとなった。ティゲスによると、ドルトムントのチームマネージャーのインゴ・プレウス最も熱心だったため最終的にドルトムントとの契約に至ったとのことである。移籍後すぐにドルトムントIIのレギュラーポジション、センターフォワードを獲得し、そのシーズンは19得点をあげて攻撃面の中心となってウィンガーのジョセフ・ボヤンバやクリス・ヒューリッヒと共にプレーした。また、2020年1月にはヒューリッヒと共にマルベーリャでのファーストチームの冬季トレーニングキャンプに参加と親善試合出場の機会を与えられた。なお、2019-20シーズンはCOVID-19パンデミックのために中途でキャンセルされ、チームは9位でフィニッシュした。

##### 2020-21シーズン
クラブを去ったボヤンバからチームキャプテンを引き継いだ。新任のトレーナーのエンリコ・マーセンは、ティゲスを「ピッチ上だけでなく、ピッチ外や控室で重要な非常に重要なプレーヤー」と評している。
その後も継続してドルトムントIIの主要メンバーであり、 チームは10月以降ロートヴァイス・エッセン首位争いを繰り広げた。また、ファーストチームのフォワードのアーリング・ハーランドと16歳のユスファ・ムココの負傷のため、監督のエディン・テルジッチはティゲスを2021年1月14日DFBポカールブラウンシュヴァイク戦のスターティングメンバ―に指名、ハーランドの代役としてブンデスリーガデビューを果した。さらにファーストチームでの2回の短時間の出場の後、ドルトムントとの2024年6月までの契約延長を勝ち取った。その後もブンデスリーガの試合に出場し、翌春チームと共にDFBポカールのタイトルを獲得している。また、レギオナルリーガではその後も安定して得点を積み重ねており、3-1で勝利したSVシュトラーレンとのアウェイ戦では3つのゴールすべてに絡んでいる。ドルトムントIIは最終戦でレギオナルリーがのチャンピオンシップを獲得し3. リーガ昇格を決めたが、ティゲスはキャプテンとして貢献、このシーズンティゲスは22得点をあげたが、これはトップスコアラーのサイモン・エンゲルマンに次ぐリーグ2位の成績だった。

##### 2021-22シーズン
バートラガッツで行われた夏の合宿終了後もファーストチームに残留した。このため、セカンドチームでは前シーズンにすでに数回ティゲスの代役を務めていたフランツ・プファネがキャプテンを務めることとなった。その後、ファーストチームでブンデスリーガとDFBポカールに短時間出場した後にU23チームに戻ったが、筋肉系の故障のために9月は試合を欠場している。復帰後、アーリング・ハーランド負傷欠場のため、アンスガー・クナウフと共にマルコ・ローゼ監督によりファーストチームの試合に起用された。そして、第10戦2-0で勝利したFCケルン戦では、ブンデスリーガでの初ゴールを決めている。

#### 1.FCケルン

##### 2022-23シーズン
シーズン開幕前、ボルシア・ドルトムントと同じブンデスリーガの1.FCケルンに移籍した。契約期間は4年で、ボルシアドルトムントが受け取る移籍金は200〜300万ユーロと推定されている。今シーズンUEFAヨーロッパカンファレンスリーグに参戦するケルンは前線の補強を望んでおりティゲスを獲得した。 10月1日のブンデスリーガ第8節では古巣ドルトムントと対戦、55分にはヘディングシュートを決めてケルンでのブンデスリーガ初得点を挙げた。この試合はティゲスの活躍もありチームは3-2で勝利したが、逆に古巣はこの敗戦により首位浮上のチャンスを逃している。

### 代表
2017年4月17日のデンマーク戦でドイツのU-19ドイツ代表デビューしている　。2017-18シーズンには、U-20でも4試合をプレーした。

## 個人成績
2021年11月22日現在
| クラブ                   | シーズン | リーグ                     | リーグ | リーグ | カップ戦 | カップ戦 | 国際大会 | 国際大会 | その他 | その他 | 合計 | 合計 |
| クラブ                   | シーズン | ディビジョン               | 出場   | 得点   | 出場     | 得点     | 出場     | 得点     | 出場   | 得点   | 出場 | 得点 |
| ------------------------ | -------- | -------------------------- | ------ | ------ | -------- | -------- | -------- | -------- | ------ | ------ | ---- | ---- |
| オスナブリュック         | 2015–16  | 3. リーガ                  | 12     | 1      | —        | —        | —        | —        | —      | —      | 12   | 1    |
| オスナブリュック         | 2016–17  | 3. リーガ                  | 16     | 0      | —        | —        | —        | —        | —      | —      | 16   | 0    |
| オスナブリュック         | 2017–18  | 3. リーガ                  | 27     | 1      | —        | —        | —        | —        | —      | —      | 27   | 1    |
| オスナブリュック         | 2018–19  | 3. リーガ                  | 25     | 2      | —        | —        | —        | —        | —      | —      | 25   | 2    |
| オスナブリュック         | 通算     | 通算                       | 80     | 4      | —        | —        | —        | —        | —      | —      | 80   | 4    |
| ボルシア・ドルトムントII | 2019-20  | レギオナルリーガ・ヴェスト | 25     | 9      | —        | —        | —        | —        | —      | —      | 25   | 9    |
| ボルシア・ドルトムントII | 2020–21  | レギオナルリーガ・ヴェスト | 35     | 22     | —        | —        | —        | —        | —      | —      | 35   | 22   |
| ボルシア・ドルトムントII | 2021–22  | 3. リーガ                  | 3      | 2      | —        | —        | —        | —        | —      | —      | 3    | 2    |
| ボルシア・ドルトムントII | 通算     | 通算                       | 63     | 33     | —        | —        | —        | —        | —      | —      | 63   | 33   |
| ボルシア・ドルトムント   | 2019-20  | ブンデスリーガ             | 0      | 0      | 0        | 0        | 0        | 0        | 0      | 0      | 0    | 0    |
| ボルシア・ドルトムント   | 2020–21  | ブンデスリーガ             | 6      | 0      | 1        | 0        | 1        | 0        | 0      | 0      | 8    | 0    |
| ボルシア・ドルトムント   | 2021–22  | ブンデスリーガ             | 4      | 1      | 2        | 0        | 1        | 0        | 0      | 0      | 7    | 1    |
| ボルシア・ドルトムント   | 通算     | 通算                       | 10     | 1      | 3        | 0        | 2        | 0        | 0      | 0      | 15   | 1    |
| 総通算                   | 総通算   | 総通算                     | 153    | 38     | 3        | 0        | 2        | 0        | 0      | 0      | 158  | 38   |

## タイトル
VfLオスナブリュック
- 3. リーガ： 2018-19

ボルシア・ドルトムント
- DFBポカール： 2020-21
- レギオナルリーガ・ヴェスト： 2020-21

## 人物
双子の兄レオンがおり、ゴールキーパーとしてプレーしている。